# 隨著風吹
《隨著風吹》（日语：風が吹いている）是日本樂團生物股長的第24張單曲，於2012年7月18日由Epic Records Japan Inc.發售。

## 概要
本作跟前作《春之歌》相隔將近3個月發售，是生物股長在2012年發行的第3張單曲。單曲在初回期間附送「生物卡片030」一張。這張單曲延續前作，都是以諧音訂定價格，售日圓610元，與2012年奧運主辦地倫敦的日語讀音相近。封面中，背景為東京地標東京鐵塔。

## 歌曲
《隨著風吹》被NHK選為2012年奧運與2012年帕運的主題曲。此前NHK遴選的主題曲都成為經典歌曲，例如同是神奈川縣出身的前輩音樂團體柚子在2004年推出的《榮光之橋》、2008年Mr.Children的《GIFT》等。
本曲長度7分44秒，為生物股長的歌曲中最長的。PV於埼玉縣熊谷市熊谷運動文化公園路上競技場拍攝，三人走向體育場中央，在中間的綠色草皮上表演。
本曲獲得當年度的日本唱片大獎優秀作品獎，並在第63回NHK紅白歌合戰中以紅組壓軸身分演唱。

## 歌曲列表
| CD   | CD                      | CD       | CD       | CD   |
| 曲序 | 曲目                    | 词曲     | 编曲     | 时长 |
| ---- | ----------------------- | -------- | -------- | ---- |
| 1.   | 隨著風吹                | 水野良樹 | 龜田誠治 | 7:44 |
| 2.   | 隨著風吹 -instrumental- | －       | －       |      |

## 外部連結
- - Sony Music （日語）
- YouTube公式映像 （页面存档备份，存于）